# Campeonato Mundial de Pelota Vasca de 2014
El Campeonato del Mundo de Pelota Vasca de 2014 fue la 17.ª edición del Campeonato del Mundo de Pelota Vasca, organizado por la Federación Internacional de Pelota Vasca. El campeonato se celebró en los frontones de la Ciudad Deportiva de Toluca, siento la cuarta ocasión que se realiza en México, la primera en Zinacantepec.

## Desarrollo
El torneo se celebró entre el 11 de septiembre y el 21 de septiembre de 2014, contando con la participación de 18 países; Argentina, Bolivia, Brasil, Canadá, Chile, Costa Rica, Cuba, El Salvador, España, Estados Unidos, Francia, Guatemala, Italia, México, Nicaragua, Perú, Uruguay y Venezuela. El ganador final fue la selección local, México, que obtenía así su segundo título absoluto de los campeonatos.

## Especialidades
Se disputaron 15 títulos mundiales en las diferentes especialidades, siendo la novedad de esta edición la modalidad de Paleta goma femenina en el frontón de 30 metros, conforme el siguiente desglose en el que se indica el ganador y medallistas de cada una de ellas:
Trinquete, seis títulos:
| Especialidad            | Oro                                       | Plata                    | Bronce              |
| Mano individual         | México Heriberto López                    | Francia Jean Marc Lamure | España Mikel Artuch |
| Mano parejas            | México                                    | Francia                  | España              |
| Paleta cuero            | Argentina Gastón Muñoz - Gabriel Villegas | Uruguay                  | España              |
| Paleta goma (masculino) | Argentina Alfredo Villegas                | Francia                  | México              |
| Paleta goma (femenino)  | Francia Etchelecu ‐ Chapelet              | Argentina                | España              |
| Xare                    | Francia                                   | Cuba                     | Argentina           |

Frontón 36 metros, cuatro títulos:
| Especialidad    | Oro                    | Plata                  | Bronce                     |
| Mano individual | España Alberto Ongay   | México Fernando Medina | Francia Alain Migueltorena |
| Mano parejas    | España                 | México                 | Francia                    |
| Paleta cuero    | España Arraya ‐ Skufca | Francia                | México                     |
| Pala corta      | Cuba                   | Francia                | España                     |

Frontón 30 metros, tres títulos:
| Especialidad            | Oro                      | Plata  | Bronce    |
| Frontenis (masculino)   | México                   | España | Francia   |
| Frontenis (femenino)    | México                   | España | Cuba      |
| Paleta goma (masculino) | México Rodríguez         | España | Argentina |
| Paleta goma (femenino)  | México Castillo - Flores | España | Argentina |

Frontón 54 metros, un título:
| Especialidad | Oro                      | Plata                  | Bronce |
| Cesta punta  | España Principito - Suso | Francia Alberro - Inza | México |

## Medallero
|   | País      | Oro | Plata | Bronce | Total |
| - | --------- | --- | ----- | ------ | ----- |
| 1 | México    | 6   | 2     | 3      | 11    |
| 2 | España    | 4   | 4     | 5      | 13    |
| 3 | Francia   | 2   | 6     | 3      | 11    |
| 4 | Argentina | 2   | 1     | 3      | 6     |
| 5 | Cuba      | 1   | 1     | 1      | 3     |
| 6 | Uruguay   | 0   | 1     | 0      | 1     |

Nota 1: Se contabilizan en primer lugar el total de las medallas de oro, luego las de plata y en último lugar las de bronce.